# Kleider machen Leute

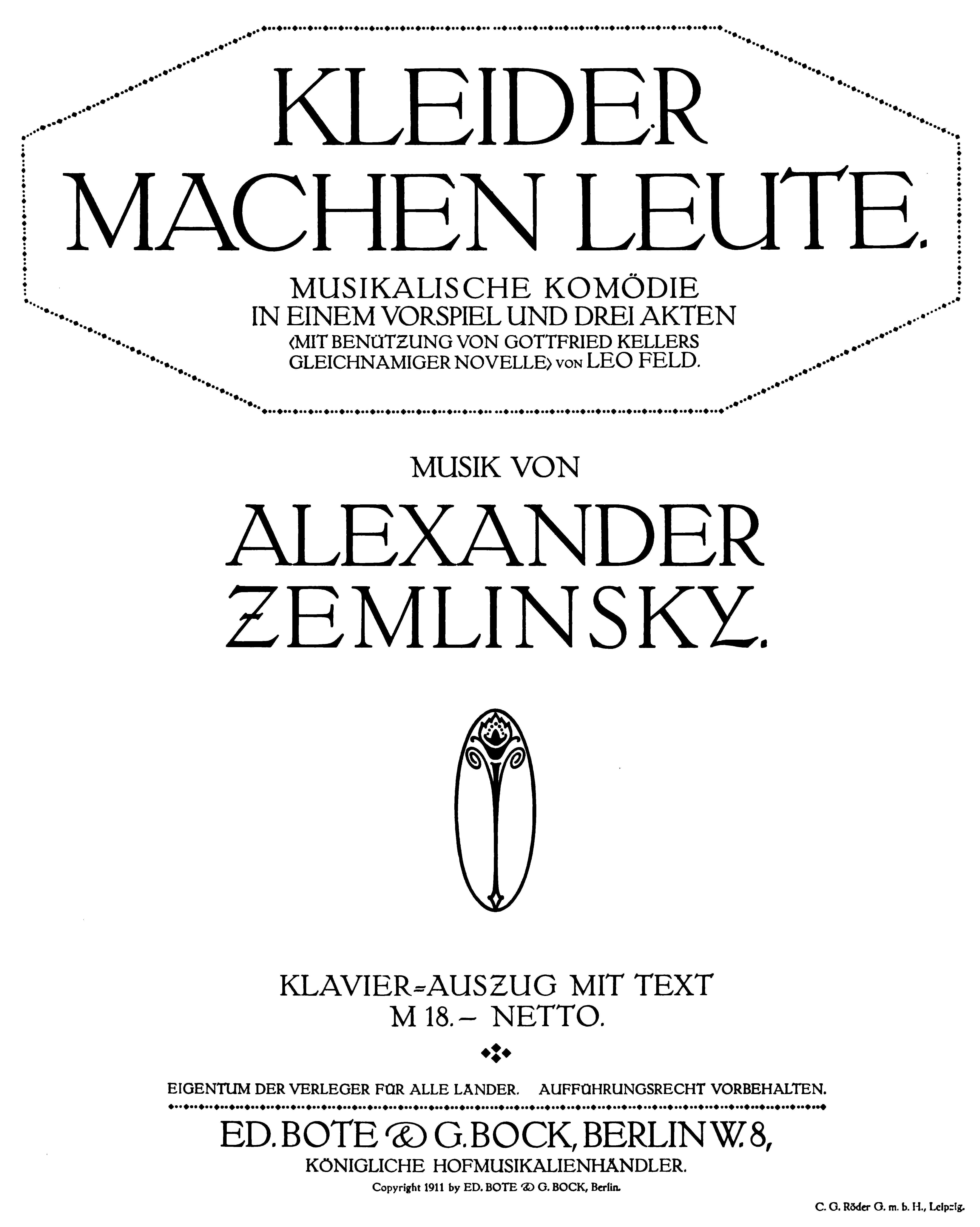
Alexander Zemlinsky - Kleider machen Leute - page de titre de la partition de piano, Berlin 1911

Kleider machen Leute (français : Les vêtements font les gens, traduisible par L'habit ne fait pas le moine) est un opéra comique en un prologue et deux actes d'Alexander von Zemlinsky sur un livret de Leo Feld d'après le roman de Gottfried Keller.
La première version en deux actes a été créé le 2 décembre 1910 au Volksoper de Vienne. La seconde version (révisée) a été créée à l'Opéra d’État de Prague le 20 avril 1922.

## Distribution
| Rôle                                                | Voix    | Seconde version Prague, 20 avril 1922 (chef d'orchestre : Alexander Zemlinsky) |
| --------------------------------------------------- | ------- | ------------------------------------------------------------------------------ |
| Wenzel Strapinski, un apprenti tailleur de Seldwyla | ténor   | Richard Kubla                                                                  |
| Apprenti, ami de Wenzel                             | ténor   |                                                                                |
| Apprenti, ami de Wenzel                             | baryton |                                                                                |
| Administrateur                                      | baryton |                                                                                |
| Nettchen, sa fille                                  | soprano | Maria Müller                                                                   |
| Melchior Böhni                                      | baryton |                                                                                |
| Kutscher                                            | baryton |                                                                                |
| Litumlei                                            | basse   |                                                                                |
| Federspiel                                          | ténor   |                                                                                |
| Häberlein                                           | ténor   |                                                                                |
| Innkeeper                                           | baryton |                                                                                |
| Pütschli                                            | baryton |                                                                                |